# Marcel Moreau
Pour les articles homonymes, voir Marcel Moreau (football) et Moreau.
Marcel Moreau est un écrivain francophone belge né le 16 avril 1933 à Boussu (province de Hainaut) dans la région minière du Borinage et mort le 4 avril 2020 à Bobigny (France). Il est naturalisé français en 1974.
Issu d'un milieu ouvrier dans lequel régnait comme il le dit lui-même un « [...] pur vide culturel, [...] une absence totale de repère pour l'esprit », il perd son père à l'âge de quinze ans et arrête quelque temps plus tard ses études. Il vit alors de divers métiers jusqu'à devenir aide-comptable à Bruxelles pour le journal Le Peuple, puis dès 1955 correcteur pour le quotidien Le Soir. Il se marie en 1957 ; de ce mariage naîtront deux enfants. En 1963, il publie son premier roman Quintes, salué notamment par Simone de Beauvoir. Suivent Bannière de bave (1965), La Terre infestée d'hommes (1966) et Le Chant des paroxysmes (1967). Il emménage à Paris en 1968 où il continue son métier de correcteur. Il exercera ainsi pour Alpha Encyclopédie, Le Parisien libéré en 1971 et pour Le Figaro. Il effectuera également de nombreux voyages : Pérou, Inde, Népal, Cameroun, URSS, Chine, Iran, Canada, Mexique, États-Unis et se liera avec des personnalités telles que Roland Topor, Anaïs Nin, Jean Dubuffet et Jean Paulhan.
Considéré comme un écrivain marginal, au style verbal particulier, organique teinté de lyrisme et d'envolée paroxystique, il est l'auteur d'une œuvre considérable.
Il a reçu en 2006 le prix de littérature francophone Jean Arp pour l'ensemble de son œuvre.

## Biographie

### Enfance
Marcel Moreau est né en 1933 à Boussu dans le Borinage, région minière de Belgique. Il dira :
« Le Borinage dont je me souviens nie la transparence. »
Issu d'une famille modeste, son père Nazaire est couvreur, tandis que sa mère Louise reste au foyer. Il garde de son enfance le souvenir d'une vie intérieure placée sous le signe de la transgression, d'un appétit charnel démesuré. Il écrit :
« Les parfums de fumier que je ramène du passé ne seraient pas à ce point tenaces si en même temps qu'eux ne m'était rendu mon élan d'alors vers les infirmités et les disgrâces de la vie. »

Plus loin, il ajoute : 
« J'avais des désirs aussi monstrueux que j'avais la timidité aiguë. »
— L'ivre livre

### La vie active
En 1948, son père meurt des complications d'une chute, alors que Marcel, en échec scolaire, vient tout juste d’être engagé dans une robinetterie. C'est lui qui doit désormais subvenir aux besoins de la famille, faisant très tôt l'expérience du travail sous l'autorité d'un patron qu'il déteste :
« Je découvrais la gueule du patron, un véreux, et des grands patrons venus soudain de Lille et qui ne me voyaient pas, tant je n'étais que merde pour eux dont les regards se cupidifiaient sur les bilans et qui n'eurent d'humanité, à mes yeux, que le jour où l'un d'eux se mit à péter dans le couloir qui le conduisait vers la cour. »
Parallèlement, il connaît aussi ses premières fascinations envers ceux qu'il ne cessera de défendre dans son œuvre, les « vrais aristocrates », à l'instar de Joseph, le forgeron de l'usine :
« Son visage diabolisé par le feu distillait par le seul regard une bonté bleuâtre et triste. J'aimais sa taciturnité, sa poignée de main rude, son mélange de force et de sveltesse dans sa lutte avec l'incandescence. »
C'est à cette même période qu'il se passionne pour la lecture. Il lit frénétiquement Zola, Dostoïevski et bien d'autres, les lit avec ses tripes autant qu'avec sa tête.

### Débuts littéraires
En 1953, Marcel Moreau est licencié. Il entre au journal Le Peuple comme aide comptable, puis, en 1955, devient correcteur au Soir à Bruxelles. Il continue ses lectures, correspond avec des écrivains comme Mauriac ou Camus et se lance, en 1956, dans quelque chose qui sera Quintes, son premier livre. Il se marie un an plus tard, mariage duquel, en 1959, naît une fille. C'est aussi le temps d'une découverte majeure, celle de Nietzsche, qu'il appellera son « professeur ». Il voyage en Russie, puis, en 1961, peu après la naissance de son fils, en Espagne et en Yougoslavie.
Arrive 1963, et la publication de Quintes chez Buchet-Chastel. Le livre est immédiatement salué par le milieu littéraire de l'époque : entre autres Simone de Beauvoir et Alain Jouffroy, aussi Dominique Aury, qui le fait entrer chez Gallimard. Ce premier roman révèle une écriture originale, profonde, rythmique, poétique, et constitue pour Moreau une véritable seconde naissance. Il n'aura dès lors de cesse d'écrire, comme un possédé, travail scandé par de nombreux voyages partout dans le monde. Bannière de bave et La Terre infestée d'hommes paraissent tous deux en 1966, respectivement chez Gallimard et Buchet-Chastel, amples romans lyriques et barbares qui continuent le combat de Quintes pour une vraie connaissance de la vie et de soi. Henri Guillemin salue leur parution. L'année d'après, la mère de Marcel meurt. Il publie Le Chant des paroxysmes, sa première tentative d'essai, suivi dans le même volume de La Nukaï, sorte de journal à la fois intime et fictif où il fustige l'univers des bureaux tout en prônant pour l'homme qui cherche à se connaître et à se libérer les effets d'une vie vécue démesurément, dans la proximité brûlante de ses démons.

### Installation à Paris
En 1968, Marcel Moreau s'installe à Paris avec sa famille, engagé comme correcteur aux éditions Alpha. Il publie un nouveau roman, épistolaire celui-ci, Écrits du fond de l'amour, où le sentiment amoureux et le chant des blasons féminins acquièrent pour la première fois une place centrale. Le choix de ce genre obsolète, utilisé surtout aux XVIIIe et XIXe siècles, montre un certain classicisme et la volonté de l'auteur de ne pas céder aux simples jeux formels, très en vogue à l'époque. Moreau reçoit les encouragements d'Anaïs Nin, avec laquelle il correspondra dès lors et qui deviendra son amie et l'une de ses plus ferventes admiratrices. Il fait aussi bientôt la connaissance du peintre Dubuffet.
1971 est l'année de Julie ou la dissolution, son roman le plus connu. On y voit un style concis et vif, différent des œuvres antérieures. Il recevra le prix Charles Plisnier pour ce livre où la femme, dans la continuité d'Écrits du fond de l'amour, s'élève en figure inspiratrice et libératrice. Mais l'année 1971 est aussi celle de son naufrage à bord de L'Heleanna, au retour d’un voyage en Grèce. Il échappe de peu à la mort et en restera profondément marqué (voir Discours contre les entraves ou Issue sans issue).
Il entre en qualité de correcteur au Parisien libéré. En 1972 sort, chez Christian Bourgois, La Pensée mongole, second essai lyrique. Il y défend ses points de vue philosophiques, éthiques et esthétiques en s'inspirant de l'aura qu'exerce sur lui les grands peuples barbares, instinctifs et stylés, et lance une nouvelle attaque sévère contre les excès du rationalisme tout en répétant son athéisme et son dégoût des idoles modernes, en affirmant la toute-puissance du verbe.
En 1973, il se rend à New York chez Anaïs Nin, et publie L'Ivre livre. Puis, en 1974, un roman, Le Bord de mort où le thème de la mort est omniprésent. Dans sa préface à L'Ivre livre, Anaïs Nin écrit :
« Il est des profondeurs dans lesquelles la plupart des êtres n'osent s'aventurer. Ce sont les abîmes infernaux de notre vie instinctive, cette descente dans nos cauchemars si essentielle à notre « re-naissance » même. Le voyage mythologique du héros implique le grand combat avec les démons. Marcel Moreau a engagé cette lutte. »
Ces profondeurs internes, capables de nous révéler à nous-mêmes, seront au centre de la réflexion menée dans Les Arts viscéraux, nouvel essai qui paraît en 1975. Moreau y défend la possibilité d'une connaissance de soi  par les gouffres  et explique comment les instincts peuvent être pour l'homme, grâce au verbe et à son pouvoir de les éduquer, la source d'un savoir authentique, vierge de toutes macules rationnelles.
En 1977, il reçoit le prix littéraire Canada-Communauté française de Belgique pour toute son œuvre. La même année, son amie Anaïs Nin meurt. Il publie son grand hymne à Vénus, Le Sacre de la femme, illustré par Topor, puis, en 1979, Discours contre les entraves, où il évoque, entre autres choses, certains de ses voyages.

### Les années sombres
À Dos de Dieu et Orgambide paraissent en 1980, et ouvrent la période la plus sombre de l'écrivain, hantée par la question de la mort et du corps vieillissant. Marcel Moreau divorce un an plus tard, mais les livres se succèdent : Moreaumachie, Kamalalam, Cahiers caniculaires, Saulitude, photographies de Christian Calméjane, tous en 1982.
Fin 1983, il écrit la préface du port-folio de photographies Londres de Christian Calméjane. Il reçoit le prix de la ville de Mons en 1983, pour Orgambide, mais cela ne suffit pas à apaiser la grande remise en cause qu'il traverse. Il entreprend la rédaction de Monstre, qui sort en 1986, puis de Issue sans issue, la même année. Il publiera encore Le Grouilloucouillou, avec Topor, et Treize portraits, avec Antonio Saura (1987). Si la crise qui est la sienne pendant ces années l'atteint profondément et l'exténue (il pense même plusieurs fois au suicide), c'est paradoxalement la période la plus féconde de toute son œuvre, puisqu'il publie encore bout à bout Amours à en mourir (1988), Opéra gouffre (1988), Mille voix rauques (1989), Neung, conscience fiction (1990), Grimoires et moires avec Michel Liénard(1991), Chant de la tombée des jours (1992), Le Charme et l’épouvante (1992), Stéphane Mandelbaum (1992), Noces de mort (1993), Tombeau pour les enténébrés (1993).

### Bal dans la tête
1995 est une année clé, puisque Marcel Moreau publie son dernier roman : Bal dans la tête. C’est aussi en 1995 que Christophe Van Rossom, l'auteur de la monographie Marcel Moreau, l'insoumission et l'ivresse, situe le commencement d'une autre strate dans l'œuvre de Moreau, car ses livres suivants témoignent d'un apaisement, d'un certain retour au jour. La dépression semble se diluer, et Moreau se lance dans l'écriture d'une série de livres dédiés à la beauté de la femme, dont le premier, La Compagnie des femmes, sort en 1996. Suivent, en 1997, Insensément ton corps et Les Tanagras. En 1998, Extase pour une infante roumaine, La Jeune fille et son fou et La vie de Jéju, un livre de fragments poétiques, spéculatifs, souvent drôles et savoureux. Moreau donne encore Féminaire en 2000, L'Amour est le plus beau des dialogues de sourds (avec l'écrivaine Linda Lewkowicz) et Lecture irrationnelle de la vie en 2001. La femme est de plus en plus sacralisée, dans des livres qui se veulent des adoratoires.
D'une certaine manière, et bien que ces frontières ne soient pas fixes, les premiers livres de Moreau avaient été ceux de l'ivresse et de la révolte, les suivants, pendant la période noire, ceux de la possession verbale et de la mort. Après cette nouvelle série presque exclusivement dédiée à la femme, Moreau est donc mûr pour son énorme essai : Corpus Scripti (2002), qui mêle l'ensemble de ses thèmes majeurs et les recentre autour de la question du corps et de ses rapports à l'écriture. « Corps verbal dans corps charnel », écrit-il. Il s'agit d'une réflexion sur les rapports qu'entretiennent la chair et les mots, entrelacés dans cette écriture rythmique si caractéristique de l'auteur.
Il reçoit le prix Wepler en 2003 et publie Tectonique des corps puis, en 2004, Morale des épicentres et Adoration de Nona.
Après Nous amants au bonheur ne croyant (2005), Tectonique des femmes (2006), et la réédition de quatre de ses livres chez Denoël, il vient de publier en 2007 trois nouveaux opus : Souvenirs d'immensité avec trouble de la vision, son premier carnet de voyage, publié aux éditions Arfuyen à l'occasion du Prix de littérature francophone Jean Arp (alors dénommé Prix Nathan Katz) qui a récompensé l'ensemble de son œuvre, revient sur son voyage Moscou-Pékin par le Transsibérien en 1985 ; Une Philosophie à coups de reins, grand essai sous titré De la danse du sens des mots dans la vie organique, traite de la question du rythme et de la nécessité pour l'homme qui se veut libre d'échapper aux emprises de la médiocrité ambiante en revenant vers un savoir ventral et dansant ; enfin, Insolation de nuit, en collaboration avec Alechinsky, poursuit l'entreprise de L'Ivre livre en se penchant sur cette miraculeuse naissance à l'écriture qui débuta, plus d'une cinquantaine de livres plus tôt, lors du séisme Quintes.
« Heureusement j'écris et j'aime, ce qui me permet de ne pas prêter une oreille absolue à cette morne « musique de l'ennui » qui suinte par tous les pores, désormais sans frontières, du discours contre l'être, le discours de la clôture de cet être. »
Le récitant Michel Assenmaker a présenté au palais des beaux-arts de Bruxelles des textes de Marcel Moreau accompagné par des diapositives du plasticien contemporain Olivier Foulon.

### Mort
Marcel Moreau est mort à Bobigny le 4 avril 2020 de la maladie à coronavirus 2019,, à l'âge de 86 ans. Il est inhumé au cimetière du Père-Lachaise (division 39).

## Œuvres
- Quintes, Buchet-Chastel, 1962
  - (de) Der rebellische Tag des Herrn Q. Insel, Francfort 1964
- Bannière de bave, Gallimard, 1966
- La Terre infestée d'hommes, Buchet-Chastel, 1966
- Le Chant des paroxysmes, Buchet-Chastel, 1967
- Écrits du fonds de l'amour, Buchet-Chastel, 1968
- Julie ou la dissolution, Christian Bourgois, 1971
- La Pensée mongole, C. Bourgois, 1972; L'Éther Vague, 1991
- L'Ivre livre, Christian Bourgois, 1973
- Le Bord de mort, C. Bourgois, 1974; Les Amis de L'Éther Vague, 2002
- Les Arts viscéraux, C. Bourgois, 1975; L'Éther Vague, 1994
- Sacre de la femme, C. Bourgois, 1977; édition revue et corrigée, L'Éther Vague, 1991
- Le devoir de monstruosité. Obliques, № 12-13, 1977 p. 15 - 19
  - (de) Bernhard Dieckmann, François Pescatore ed.: Lektüre zu de Sade. Stroemfeld, Bâle 1981  (ISBN 3878771630), p. 235 - 242
- Discours contre les entraves, C. Bourgois, 1979
- A dos de Dieu ou l'ordure lyrique, Luneau Ascot, 1980 - Rééd. Quidam, 2018
- Orgambide scènes de la vie perdante, Luneau Ascot, 1980
- Moreaumachie, Buchet-Chastel, 1982
- Cahier caniculaires, Lettres Vives, 1982
- Kamalalam, L'Age d'homme, 1982
- Saulitude, photos de Christian Calméjane, Accent, 1982
- Londres, préface du port-folio de photos en photogravure de Christian Calméjane de 100 exemplaires numérotés et signés, éditeur Christian Calméjane, 1983
- Incandescence et Egobiographie tordue, Labor, 1984
- Monstre, Luneau Ascot, 1986
- Issue sans issue, L'Éther Vague, 1986
- Le Grouilloucouillou, en collaboration Roland Topor, Atelier Clot, Bramsen et Georges, 1987
- Treize portraits, en collaboration avec Antonio Saura, Atelier Clot, Bramsen, et Georges, 1987
- Amours à en mourir, Lettres Vives, 1988
- Opéra gouffre, La Pierre d'Alun, 1988
- Mille voix rauques, Buchet-Chastel, 1989
- Neung, conscience fiction, L'Éther Vague, 1990
- Grimoires et moiresillustrations de Michel Liénard, 1991
- L'Œuvre Gravé, Didier Devillez, 1992
- Chants de la tombée des jours, Éditions Cadex, 1992
- Le Charme et l'Epouvante, La Différence, 1992
- Noces de mort, Lettres Vives, 1993
- Stéphane Mandelbaum, D. Devillez, 1992
- Tombeau pour les enténébrés (en collaboration avec Jean-David Moreau), L'Éther Vague, 1993
- Bal dans la tête, La Différence, 1995
- La Compagnie des femmes, Lettres Vives, 1996
- Insensément ton corps, Éditions Cadex, 1997
- Quintes, Mihaly, 1998
- La Jeune Fille et son fou, Lettres vives, 1998
- Extase pour une infante roumaine, Lettres Vives, 1998
- La Vie de Jéju, Actes Sud, 1998
- Féminaire, Lettres Vives, 2000
- Lecture irrationnelle de la vie, Complexe, 2001
- Corpus Scripti, Denöel, 2002, Prix Wepler 2002
- Tectonique des corps, Les Amis de L'Éther Vague, 2003
- Morale des épicentres, Denöel, 2004
- Adoration de Nona, Lettres Vives, 2004
- Nous, amants au bonheur ne croyant..., Denoël, 2005
- Le Chant des paroxysmes, suivi de La Nukaï, réédition, VLB Éditeur, Québec, 2005
- Quintes, L’Ivre livre, Sacre de la femme, Discours contre les entraves, réédition, Denoël, collection « Des heures durant... », 2005
- Tectonique des femmes, Éditions Cadex, 2006
- Souvenirs d'immensité avec troubles de la vision, Éditions Arfuyen, 2007, publié à l'occasion de la remise du prix de littérature francophone Jean Arp 2006
- Insolation de nuit, avec Pierre Alechinsky, La Pierre d'Alun, 2007
- Oraisons charnelles et autres prières des corps en sens inverse du ciel, Lettres Vives, 2008
- Une philosophie à coups de rein, Denoël, 2008
- Des hallalis dans les alléluias, Denoël, 2009
- La Violencelliste, Denoël, 2011
- Un Cratère à cordes, Les évadés du Poème 2, 2013
- De l'Art Brut aux Beaux-Arts convulsifs, correspondance Jean Dubuffet/Marcel Moreau, L'Atelier contemporain, 2014
- Un Cratère à cordes, Lettres Vives, 2016